# DSCH-motívum

A Sosztakovics-motívum (D-Esz-C-H) kottaképe

A DSCH-motívum, vagy Sosztakovics-motívum, Dmitrij Sosztakovics zenei névjegy-motívuma, mely nevének német verziójából származik (németül: D. Schostakowitsch). A zenei motívumot a D-Esz-C-H hangjegysorozat alkotja, melyet több jelentős művében is megszólaltat. Ez az op. 107-es I. Esz-dúr csellóverseny nyitómotívuma, de a Sztálin halála után írt op. 93-as 10. szimfóniában és az 1960-ban keletkezett 8. vonósnégyesben (op. 110) is megszólal.
Az ilyen jellegű motívumokat zenei kriptogramnak nevezik, mely a nyugati zene kottaírásán alapszik, ezek olyan hangsorozatot jelentenek, melyek extra szövegtartalomhoz kapcsolhatók.
Dmitrij Sosztakovics nemcsak saját nevéből képzett zenei motívumot, hanem tanítványa nevéből is, így született meg az E, A, E, D, A (= E, La, Mi, Re, A), az Elmira Nazirova, azaz az Elmira-motívum. Ezt a motívumot Sosztakovics a 10. szimfóniájában rejtette el. 

## DSCH-motívum előfordulása az alábbi művekben

### Sosztakovics műveiben
- Szimfónia no. 8., c-moll, op. 65
- Hegedűverseny no. 1., A-dúr, op. 77
- 24 prelúdium és fúga, Fúga no. 15, Desz-dúr, op. 87 (csak egyszer hangzik fel, stretto)
- Vonósnégyes no. 5., B-dúr, op. 92
- Szimfónia no. 10., e-moll, op. 93
- Vonósnégyes no. 6., G-dúr, op. 101 (mind a négy hangszer mindegyik tételben egyszerre játssza)
- Csellóverseny no. 1., Esz-dúr, op. 107
- Vonósnégyes no. 8., c-moll, op. 110 (mindegyik tételben megszólal)
- Szimfónia no. 15., A-dúr, op. 141

## Hasonló motívumok
- A, B (Alban Berg)
- BACH-motívum
- B, E, B, A vagy B, A, B, E (Bartók Béla)
- C, A, G, E (John Cage)
- C. F. E. BACH-motívum
- F, Esz, C, H (F. Schubert)
- Sacher-hexachord
- Schönberg-hexachord Esz, C, H, B, E, G (Schönberg)